# Tacuinum Sanitatis

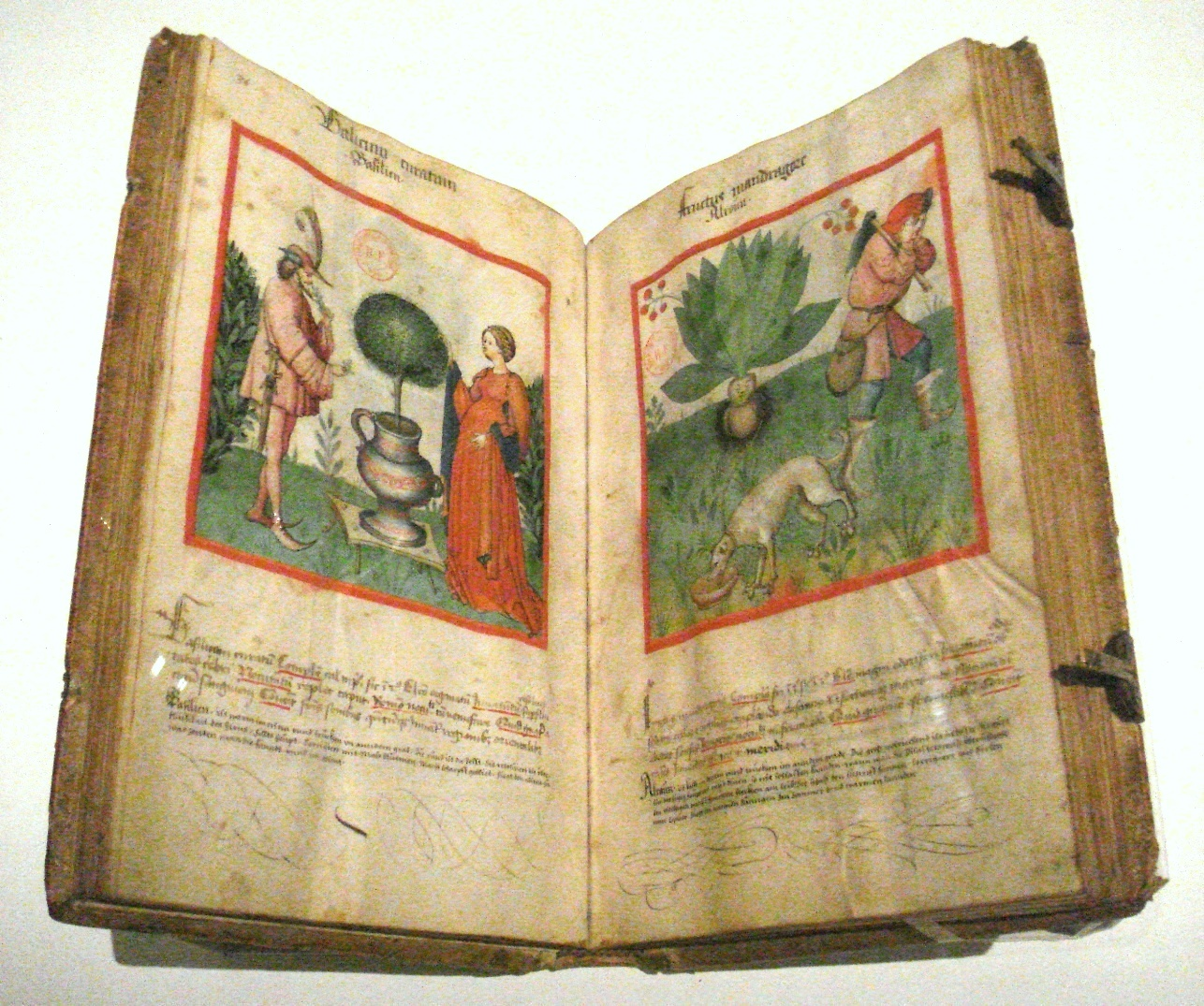
Tacuinum sanitatis, Рейнська область, друга половина XV ст.

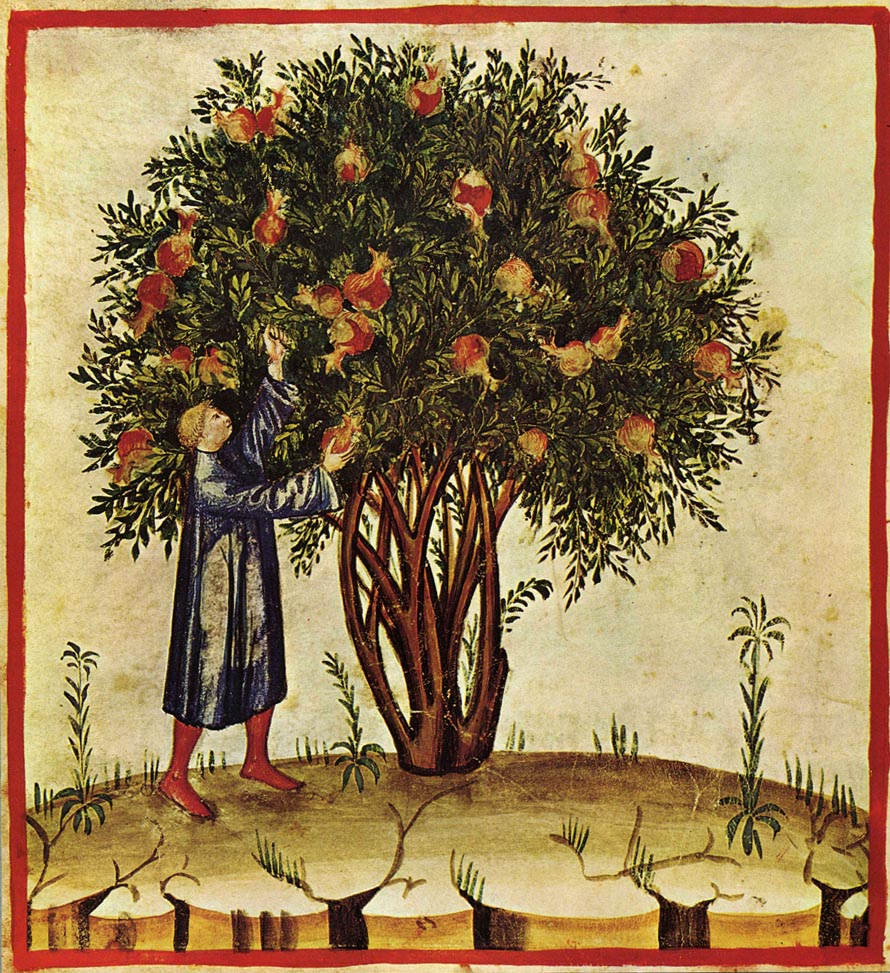
Tacuinum Sanitatis, Ломбардія, кінець 14 століття (Бібліотека Казанатенсе, Рим).

Tacuinum Sanitatis, рідше Taccuinum Sanitatis — середньовічна книга про здоровий спосіб життя. Заснована на «Таквім аль-сіхха» (араб. تقويم الصحة — «Підтримання здоров'я»), медичному трактаті багдадського фізіолога Ібн Бутлана. Орієнтована на освічених мирян, її текст існує в декількох версіях латинського варіанта, рукопис так щедро проілюстрований, що один студент назвав Taccuinum «книгою малюнків треченто», і всього лише «номінально медичний текст». Більше уваги приділено докладному опису корисних і шкідливих властивостей їжі і рослин, ніж опису лікарських трав. Зміст, у органічному, а не алфавітному порядку, встановлює шість передумов, необхідних для здоров′я:
- достатня кількість їжі і напоїв в помірних кількостях,
- свіже повітря,
- чергування активності і відпочинку,
- чергування сну і бадьорості,
- виділення і екскреція рідин,
- результати розумової діяльності.

Наприкінці Середньовіччя, Taccuinum був дуже популярний у Західній Європі. Про його популярність свідчить і використання слова taccuino в сучасній італійській мові, що позначає будь-який вид кишенькової інструкції, посібник до ноутбука. Крім його значення для вивчення середньовічної медицині, Taccuinum також цікавий для вивчення сільського господарства і ботаніки. Наприклад, тут знаходимо перші ілюстрації моркви.